# Joaquín Peiró
Joaquín Peiró Lucas (Madrid, 1936. január 29. – Madrid, 2020. március 18.) válogatott spanyol labdarúgó, edző.
A spanyol válogatott tagjaként részt vett az 1962-es és az 1966-os világbajnokságon.

## Sikerei, díjai

### Játékosként
Atlético Madrid
- Kupagyőztesek Európa-kupája (1): 1961–62
- Spanyol kupa (2): 1959–60, 1960–61

Internazionale
- Bajnokcsapatok Európa-kupája (1): 1964–65
- Interkontinentális kupa (2): 1964, 1965
- Olasz bajnok (2): 1964–65, 1965–66

Roma
- Olasz kupa (1): 1968–69

### Edzőként
Málaga
- Intertotó-kupa (1): 2000